# Pelochrista pollinaria
Pelochrista pollinaria es una especie de polilla perteneciente al género Pelochrista, categorizada en la tribu Eucosmini, de la subfamilia Olethreutinae.

## Distribución
Se distribuye por India y Pakistán.

## Taxonomía
Fue descrita por Diakonoff en 1971 y publicada por primera vez en Verff. Zool. Staatsamml. Mnchen 15: 181.